# Babylon Focus
A Pannonia Allstars Ska Orchestra 2007-es maxiján két új dal (a címadó Babylon Focus és a Joseph) valamint a Budapest Ska Mood felvételeiből készült öt remix található. A hanganyag egyszerre előlegezte meg az év végi PASO-nagylemezt (The Return of the Pannonians) és a májusi remixalbumot (Re:BSM) is.

## Számok
|    | Cím                                         | Hossz |
| -- | ------------------------------------------- | ----- |
| 1. | Babylon Focus                               | 03:58 |
| 2. | Joseph                                      | 02:59 |
| 3. | Rudie's Got A Soul (The Uptown Felaz Remix) | 03:44 |
| 4. | Rudie's Got A Soul (Mr. P Remix)            | 05:26 |
| 5. | Gagarin (Toybox Remix)                      | 03:44 |
| 6. | Greed (Dr. Dermot Remix)                    | 04:28 |
| 7. | Greed (Lomb Remix)                          | 03:00 |